# 난슁고사우루스
난슁고사우루스(Nanshiungosaurus)는 중생대 백악기 후기, 아시아 대륙에 서식한 공룡으로, '용반류'에 속한다. 화석은 중국에서 발견되었다. 전체 몸 길이는 약 4m정도로 추정된다.